# Mobile Suit Victory Gundam
Mobile Suit Victory Gundam (機動戦士Vガンダム, Kidō Senshi Vikutori Gandamu) is een Japanse animeserie die deel uitmaakt van de Gundam-franchise. De serie telt 51 afleveringen, welke oorspronkelijk werden uitgezonden in 1993 en 1994.
De serie werd net als voorgaande series geregisseerd door Yoshiyuki Tomino. De serie is behalve in Japan ook in veel andere Aziatische landen uitgezonden, maar nooit in de Verenigde Staten.

## Verhaal
Victory Gundam speelt zich af in de Universal Century-tijdlijn, in het jaar UC 0153. Het speelt zich af ver na het conflict tussen de aardse federatie en Zeon.
De Aardse Federatie is inmiddels sterk verzwakt, en wordt aangevallen door de troepen van BESPA, gestuurd door het Zanscara keizerrijk. Alleen de AEUG-achtige League Militaire kan de aanval afslaan. Het geheime wapen van de League Militaire is de Victory Gundam, waar ze via massaproductie een leger van hopen te maken.
Centraal staat Üso Ewin, een illegale immigrant op aarde die zich uiteindelijk bij de League Militaire aansluit. Hij is met zijn 13 jaar de jongste Gundampiloot tot dusver in een Gundam-serie.

## Achtergrond
Victory Gundam is de eerste Gundamserie die werd uitgezonden op TV Asahi in Japan, en met 51 afleveringen tevens een van de twee langste Gundamseries. Alleen SD Gundam Force is nog langer, met 52 afleveringen.
De serie staat tevens bekend als een van de meest grimmige Gundamseries. De protagonist, Üso, wordt regelmatig geconfronteerd met de harde realiteit van de oorlog, en ziet om hem heen mensen sterven om hem en hun doel te beschermen. Het dodental onder de personages is zelfs voor een Gundamserie behoorlijk hoog.

## Muziek
Titelsong:
- Standup to the Victory door Tomohisa Kawasoe (aflevering 1–31)
- Don't Stop! Carry On! door RD (aflevering 32–51)

Einde:
- Winners Forever door infix (aflevering 1–31)
- Mouichido Tenderness KIX.S (aflevering 32–51)

Soundtrack:
Senjuu Akira

## Afleveringen
1. "The White Mobile Suit"
2. "The Day He Met the Machine"
3. "Uso's Battle"
4. "Why are we Fighting?"
5. "Godzorla's Counterattack"
6. "The Soldier's Glory"
7. "The Sound of the Guillotine"
8. "Fierce Fighting! Attacking Waves"
9. "Departure"
10. "Behold! The Shrike Team"
11. "Shrike Team's Defense"
12. "Smash the Guillotine!"
13. "Arti Gibraltar, an Empty City"
14. "Attack and Defense at Gibraltar"
15. "Space Dust"
16. "Reinforce Ascent"
17. "Imperial Queen"
18. "Battle of the Space Fleets"
19. "Search for Shakti"
20. "Eve of the Decisive Battle"
21. "Strategic Satellite"
22. "The Tiger of Space"
23. "Zanscare Infiltration"
24. "The Battle for the Capital"
25. "Infiltrate the Enemy's Fleet and Land"
26. "Maria and Uso"
27. "The Light of Outer Space"
28. "The Great Escape"
29. "The New Mobile Suit V2"
30. "Mother's Gundam"
31. "Motorad Launch"
32. "Dogoorla Blitzkrieg"
33. "Sea Dwellers"
34. "Operation Giant Roller"
35. "Mother or Shakti?"
36. "Mother Returns to the Earth"
37. "Twin Rad Counterattack"
38. "North Sea Conflagration"
39. "The Song of the Wings of Light"
40. "Under the Super Aerial Attack"
41. "The Battlefield Created By Father"
42. "Fresh Blood Swirls in the Light"
43. "Battlefield Comet Fuala"
44. "A Light at the End of the Tunnel"
45. "Usso Dances with Illusions"
46. "Tassilo's Rebellion"
47. "A Womanly Battlefield"
48. "A Time to Wither, A Time to Bloom"
49. "An Angel Circles Overhead"
50. "Hatred in Confrontation"
51. "Angel's Ascension"

## Cast
League Militaire:
- Uso Evin: Daisuke Sakaguchi
- Shakti Kareen: Yumi Kuroda
- Marbet Fingerhat: Ayako Shiraishi
- Romero Marabal: Chafūrin
- Jinn Generham: Ginzo Matsuo
- Tomache Massarik: Tomokazu Seki
- Odelo Henrik: Masayuki Nakata
- Oliver Inoue: Keiichi Sonobe
- Junko Jenko: Yuko Kobayashi
- Peggy Lee: Kae Araki
- Kate Bush: Shinobu Adachi
- Helen Jackson: Rika Fukami
- Mahalia Merrill: Mari Maruta
- Connie Francis: Satomi Koorogi
- Yuca Meilasch: Atsuko Tanaka
- Francesca O'Hara: Hiromi Ishikawa
- Miliera Katan: Narumi Hidaka

Zanscare Keizerrijk:
- Chronicle Asher: Tomoyuki Dan
- Katejina Loos: Kumiko Watanabe
- Queen Maria Pia Armonia: Emi Shinohara
- Arbeo Pippinden: Junji Kitajima
- Fonse Kagatie: Kaneomi Ooya
- Duker Iq: Kazuhiro Nakata
- Lupe Cineau: Miki Itou
- Goze Baru: Yukitoshi Hori
- Fuala Griffon: Ai Orikasa
- Tassilo Vago: Hidetoshi Nakamura